# 오카자키 레이지
오카자키 레이지(일본어: 岡崎 令治, 1930년 10월 8일 ~ 1975년 8월 1일)은 DNA 복제에 관해 연구하였으며, 특히 그의 아내 오카자키 츠네코와 함께 오카자키 절편의 역할을 설명한 일본 분자생물학의 선구자였다.
오카자키는 일본 히로시마에서 태어났다. 그는 1953년에 나고야 대학을 졸업했으며, 1963년부터 나고야 대학의 교수로 근무했다. 그는 1975년에 44세의 나이로 백혈병(히로시마 원자 폭탄 폭발의 후유증)으로 사망했다. 인류 최초의 원자 폭탄이 히로시마에 투하되었을 때 오카자키는 심하게 피폭되었다. 그의 아내 츠네코는 그녀의 연구 공적으로 2000년에 로레알-유네스코 여성과학자상을 수상했다.

## 오카자키 절편
1968년 오카자키는 오카자키 절편이라 불리는 짧은 가닥이 불연속적으로 합성되는 지연가닥의 합성기작을 발견했다.
오카자키 연구팀은 대장균을 이용하여 DNA 복제 중인 대장균(E. coli.)에 10초 동안 3T-티미딘을 도입시킨 후, 알칼리성 수크로스 시험관에 시료를 넣었다. 더 크고 무거운 DNA는 시험관 바닥에 가라앉았고, 작고 가벼운 DNA는 가라앉지 않았다. 시험관의 바닥에서 시료를 채취하면 절반은 무겁고, 나머지 절반은 가볍다는 것에서 DNA의 절반은 온전하고, 나머지 절반은 파편화되어 있음을 증명하였다. 오카자키는 추가된 5초 동안 합성된 대장균 DNA 시료를 채취하여 더 큰 분자량을 갖는 것을 발견했고, 더 이상 절편 조각이 없음을 알아냈다. 이것으로 5초 동안 DNA 중합효소 I에 의해 RNA 프라이머가 제거되고, DNA 리게이스(DNA 연결효소)에 의해 DNA 가닥과 DNA 가닥이 연결되어 지연가닥이 합성되는 과정을 증명했다.